# پل صلح (کلگری، آلبرتا، کانادا)
پل صلح نام پلی بر روی رودخانه بو در کلگری، آلبرتا، کانادا است که توسط معمار اسپانیایی سانتیاگو کالاتراوا طراحی شده است. این پل امکان تردد عابران پیاده و دوچرخه سواران را از روی رودخانه بو در مرکز کلگری فراهم کرده است. این پل در ۲۴ مارس ۲۰۱۲ جهت استفاده عموم افتتاح شد.

## نگارخانه

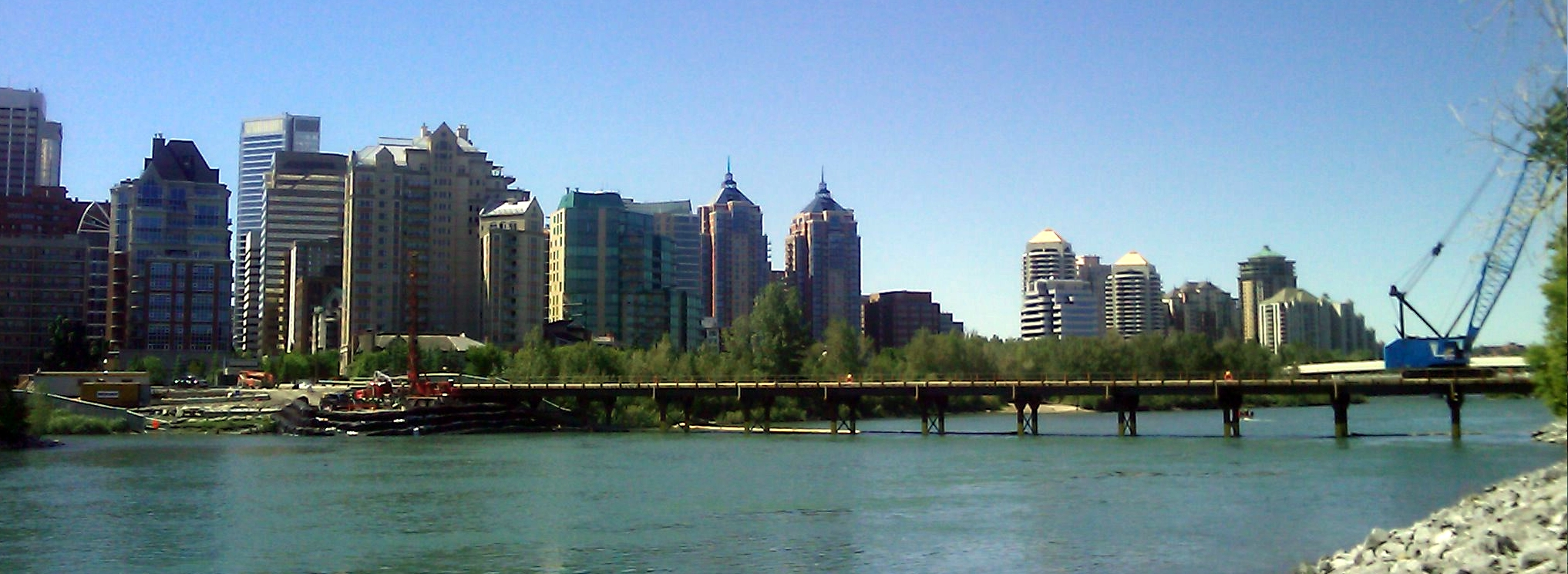